# 航空公司飞行员协会国际联合会
航空公司飞行员协会国际联合会（缩写IFALPA）也译航空公司驾驶员协会国际联合会、航空公司国际驾驶员联合会、国际航空公司驾驶员协会联合会、等，简称国际飞行员联合会、国际驾联，是一个各国飞行员协会的国际联合会。IFALPA于1948年成立，2012年起总部位于加拿大魁北克省蒙特利尔。IFALPA在全球100多个国家或地区拥有成员协会，代表超过10万名飞行员。

## 与国际民航组织（ICAO）的联系
IFALPA在监管、工业和安全/技术领域设有多个常设委员会。它在国际民航组织的一些小组和工作组中还有一些常驻会员，为法规、设计标准、空中交通管理和机场要求等方面提供飞行员意见。